# Col du Trou de l'Ours
Le col du Trou de l'Ours est un col pédestre des Pyrénées françaises dans le massif de Tabe, qui sépare le pic de Saint-Barthélemy du pic de Soularac. Il se trouve dans le département de l'Ariège en région Occitanie.

## Toponymie
L'origine du nom n'est pas connue formellement mais semble cependant explicite[réf. souhaitée].

## Géographie
Au nord, il surplombe l'étang supérieur puis l'étang du Diable et l'étang des Truites sur le territoire communal de Montségur. Le versant sud est sur le territoire d'Axiat.

## Accès
Depuis Luzenac, pour se rendre au pla de la Lauze, il convient de prendre la route des Corniches vers Unac et, après Bestiac, la route des carrières de talc de Trimouns. Avant le parking, il faut tourner à gauche sur une piste qui mène au départ du sentier. Ce départ est indiqué pour le pic de Soularac. Le sentier grimpe vers le nord en suivant les crêtes et, après avoir surplombé l'étang de Béseil, il parvient au col de Techeyrou puis atteint un sommet au-dessus de l'étang Tort. C'est ensuite l'arrivée au sommet du pic de Soularac et la descente de sa crête ouest qui mène au col du Trou de l'Ours.
Depuis Montségur, on atteint le col en remontant la vallée du Lasset, puis l'étang des Truites, l'étang du Diable et, au-delà, l'étang supérieur et enfin le col entre les deux monts emblématiques du massif de Tabe.